# Joseph Wanton junior
Joseph Wanton junior (* 8. Februar 1730 in Newport, Rhode Island; † 6. August 1780 in New York City) war ein Loyalist, Händler und Politiker. Er fungierte zwischen 1764 und 1767 als Vizegouverneur (Deputy Governor) in der Colony of Rhode Island and Providence Plantations.

## Werdegang
Joseph Wanton junior, Sohn von Mary Winthrop und Gouverneur Joseph Wanton, wurde während der Kolonialzeit im Newport County geboren. Über seine Jugendjahre ist nichts bekannt. Wanton graduierte 1751 an der Harvard University. Während des Siebenjährigen Krieges in Nordamerika war er als Freibeuter tätig. Möglicherweise wurde er in dieser Zeit zum Colonel ernannt. Seine erste Ehefrau Abigail verstarb 1771. Wanton diente als Gemeindevertreter in der Trinity Church in Newport. Er fungierte zwischen 1764 und 1767 als Vizegouverneur.
Während des Unabhängigkeitskrieges kämpfte er auf der Seite des Königs. Nachdem die Narragansett Bay unter britische Besetzung gekommen war, wurde er im Jahr 1776 von General William Westen des Hochverrats angeklagt und inhaftiert. Als die Briten dann Newport besetzten, hob er Truppen für den König aus. 1780 wurde Newport von der Kolonisten zurückerobert. Wanton floh aus der Stadt. Sein Eigentum wurde beschlagnahmt. Er verstarb 1780 wahrscheinlich in New York, als er auf der Flucht zu den Briten dorthin war. Seine Witwe Sarah Brenton Wanton ersuchte 1781 erfolglos den Staat Rhode Island darum, das beschlagnahmte Vermögen von Wanton in Newport und Jamestown sowie auf Prudence Island und Gould Island zurückzubekommen.

## Trivia

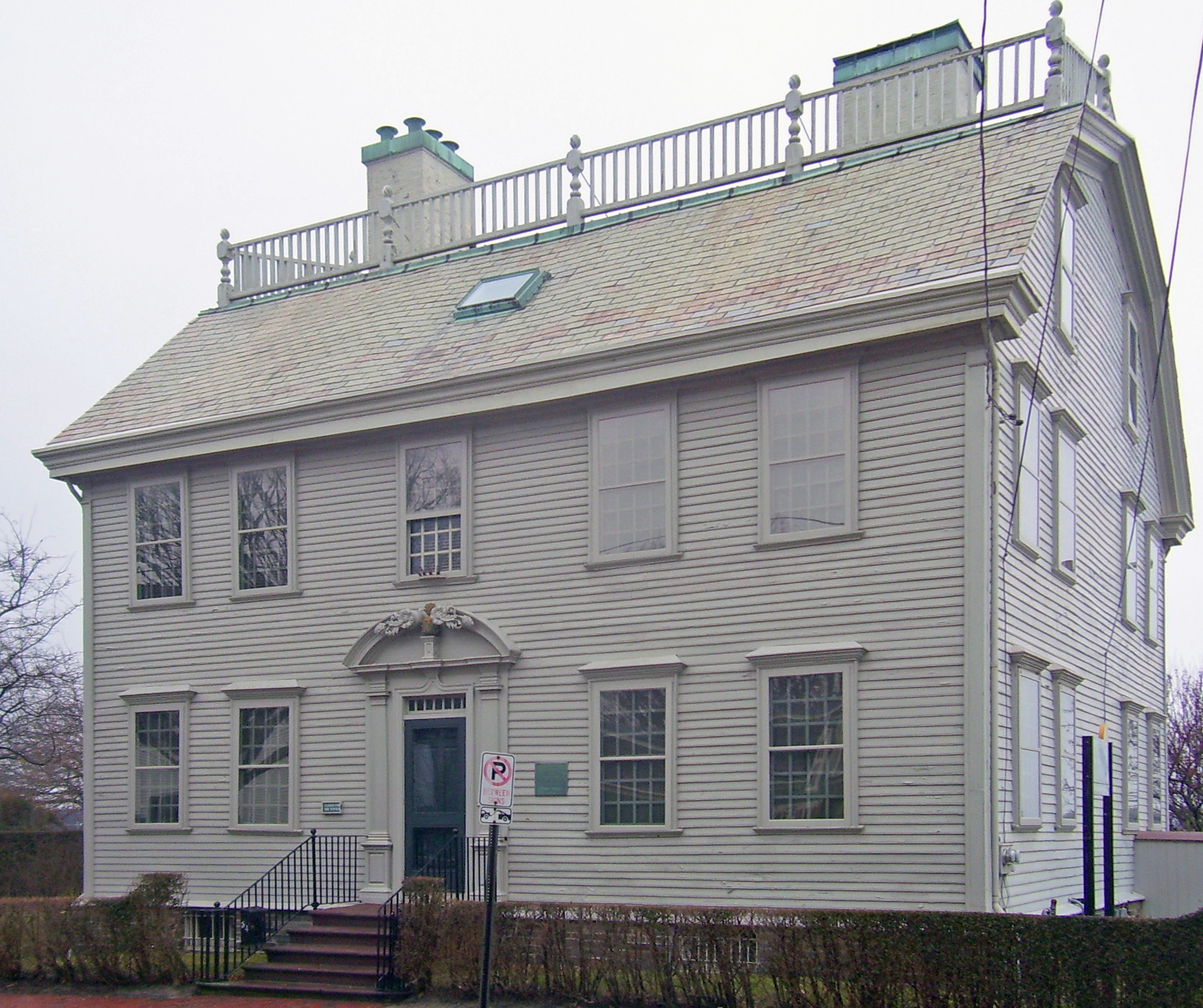
Hunter House in Newport

Wanton war eine Zeitlang lang der Eigentümer des Hunter House in Newport.
Einige Familienforscher vermuten, dass Wanton ein episkopaler Geistlicher in der Nähe von Liverpool (England) wurde. Dies scheint aber mit anderen Informationen über sein Leben nicht übereinzustimmen, einschließlich der Beerdigungsaufzeichnungen von 1780 über einen Colonel Wanton, welcher auf dem Friedhof der Trinity Wall Street Church in Manhattan beigesetzt wurde. Es ist wahrscheinlicher, dass es sich bei dem episkopalen Geistlichen um Joseph Brenton Wanton handelt, den Sohn von Sarah Brenton und Joseph Wanton. Im Alter von 18 Jahren begann er im Oktober 1795 das Trinity College der University of Cambridge zu besuchen und wurde später Geistlicher.